# Behnaz Shafiei
Pour les articles homonymes, voir Shafiei.
Behnaz Shafiei, née le 18 décembre 1989 à Karaj, est une femme iranienne qui est pilote de moto de vitesse,,. Elle est la plus connue et la première femme motocycliste professionnelle en Iran. Le magazine Mic a nommé Behnaz comme l'une des « 8 femmes les plus puissantes du monde en 2015 ».
Elle est aussi élue comme l'une des 5 meilleures motocyclistes du monde dans le festival mondial d'Italie. Elle a accompagné Bahram Radan et 9 autres iraniens qui ont été sélectionnés parmi 16 000 candidats pour porter la flamme des Jeux olympiques d'hiver de 2018.